# Кал-Нев-Арі (Невада)
Кал-Нев-Арі (англ. Cal-Nev-Ari) — переписна місцевість (CDP) в США, в окрузі Кларк штату Невада. Населення — 144 особи (2020).

## Географія
Кал-Нев-Арі розташований за координатами 35°17′58″ пн. ш. 114°52′40″ зх. д. / 35.29944° пн. ш. 114.87778° зх. д. (35.299513, -114.877768).  За даними Бюро перепису населення США в 2010 році переписна місцевість мала площу 5,87 км², уся площа — суходіл.

## Демографія
Згідно з переписом 2010 року, у переписній місцевості мешкали 244 особи в 136 домогосподарствах у складі 66 родин. Густота населення становила 42 особи/км².  Було 168 помешкань (29/км²).
Расовий склад населення:
| - 95,1 % — білих - 0,4 % — корінних американців - 0,4 % — чорних або афроамериканців |

До двох чи більше рас належало 4,1 %. Частка іспаномовних становила 4,9 % від усіх жителів.
За віковим діапазоном населення розподілялося таким чином: 7,0 % — особи молодші 18 років, 44,6 % — особи у віці 18—64 років, 48,4 % — особи у віці 65 років та старші. Медіана віку мешканця становила 63,9 року. На 100 осіб жіночої статі у переписній місцевості припадало 101,7 чоловіків;  на 100 жінок у віці від 18 років та старших — 99,1 чоловіків також старших 18 років.
Цивільне працевлаштоване населення становило 27 осіб. Основні галузі зайнятості: мистецтво, розваги та відпочинок — 81,5 %, будівництво — 18,5 %.